# Giant Steps
Giant Steps is een van de bekendste albums van jazzsaxofonist John Coltrane dat in 1960 werd uitgebracht door het jazzlabel Atlantic. Het album was een enorme vernieuwing in de jazz.
Giant Steps betekende op meerdere gebieden een nieuw begin voor John Coltrane: zo was het zijn eerste album voor Atlantic en waren alle nummers op het album door Coltrane zelf geschreven. Giant Steps is een van de bekendste jazzalbums geworden, doordat Coltrane een totaal andere, vernieuwende weg insloeg. Zijn solo op Countdown is hier een voorbeeld van.
Het album Giant Steps wordt over het algemeen gezien als het afscheid van Coltrane aan de bebop stijl.
Pierre Courbois schreef een compositie met gebruikmaking van de beroemde akkoorden van het titelnummer met de naam Cubic Roots, uitgebracht op de CD Révocation Live At The Bimhuis met zijn Vijfkwarts Sextet.

## Tracklist
Originele LP:
- 1. Giant Steps
- 2. Cousin Mary
- 3. Countdown
- 4. Spiral
- 5. Syeeda's Song Flute
- 6. Naima
- 7. Mr. P.C.

Alternate Takes:
- Giant Steps
- Cousin Mary
- Countdown
- Syeeda's Song Flute
- Naima

## Bezetting
Opgenomen op 4 en 5 mei 1959:
- John Coltrane - tenorsaxofoon
- Tommy Flanagan - piano
- Cedar Walton - piano
- Wynton Kelly - piano (op Naima)
- Paul Chambers - contrabas
- Jimmy Cobb - drums (op Naima)
- Art Taylor - drums